# قراز ميتو
قراز ميتو (الاسم العلمي:Mitu) هو جنس من الطيور يتبع فصيلة القرازية من رتبة الدجاجيات.

## أنواع القراز ميتو
- قراز عديم العرف (الاسم العلمي:Mitu tomentosum)
- قراز سالفيني (الاسم العلمي:Mitu salvini)
- قراز حاد المنقار (الاسم العلمي:Mitu tuberosum)
- قراز ألاغواس (الاسم العلمي:Mitu mitu)